# Gudrun Endress
Gudrun Endress (* 22. Mai 1941 in Stuttgart) ist eine deutsche Jazz-Journalistin.
Endress ist die Tochter eines Opernsängers und erhielt Klavierunterricht. Seit den 1950er Jahren schreibt sie für das Jazz Podium, dessen Chefredakteurin sie als Nachfolgerin von Dieter Zimmerle seit 1989 war. Sie war auch Geschäftsführerin mit Frank Zimmerle. 2018 schied sie altersbedingt aus. Sie führte dort zahlreiche Interviews mit Jazzmusikern, von denen sie auch 1980 eine Auswahl als Buch veröffentlichte. Endress saß zum Beispiel in der Jury des Jazzpreises Baden-Württemberg.
Sie war auch Jazzredakteurin beim Süddeutschen Rundfunk, wo sie die Sendungen „Jazz aktuell“ und „Swingmobil – Jazzmusik für Kinder“ betreute und moderierte Jazz-Sendungen für den Südwestfunk und den HR.

## Schriften
- Jazz Podium – Musiker über sich selbst. DVA, Stuttgart 1980 (mit Zeichnungen von Herbert Joos)